# 桑瓢蜡蝉属
桑瓢蜡蝉属（学名：Sangina）是瓢蜡蝉科下的一个属。

## 下属物种
本属包括以下物种：
- 桑瓢蜡蝉 Sangina singularis Meng, Qin et Wang
- 卡布桑瓢蜡蝉 Sangina kabuica Meng, Qin et Wang